# Helmut Klapper
Helmut Klapper (ur. 4 września 1937 w Braniewie, zm. 12 kwietnia 2024) – niemiecki fizyk zajmujący się badaniem kryształów, profesor Politechniki w Akwizgranie i Uniwersytetu w Bonn.

## Życiorys
Helmut Klapper urodził się 4 września 1937 jako trzeci syn Konrada i Adelheidy z domu Lendzian, miał dwóch starszych braci i dwie młodsze siostry. Rodzina mieszkała w Braniewie przy Ludendorffstraße 31 (współcześnie ul. Elbląska). Ojciec był nauczycielem przedmiotów handlowych w szkole zawodowej w Braniewie. W 1943 ojciec został wcielony do wojska. W 1945 rodzina bez niego próbowała się ewakuować z Braniewa przed nadciągającym frontem Armii Czerwonej – najpierw z transportem wojskowym, później koleją, lecz bez skutku, gdyż miasto zostało już odcięte i znalazło się w tzw. kotle braniewskim. 6 lutego 1945 matka z piątką dzieci (najmłodsza 1,5-roczna siostra Ute w wózku dziecięcym) opuszcza pieszo rodzinne miasto i udaje się w kierunku Zalewu Wiślanego – wówczas jedynej drogi ucieczki po zamarzniętym lodzie, gubiąc się po drodze i po 3 dniach szczęśliwie odnajdując. Przez Nową Pasłękę, Narmeln, Krynicę Morską docierają 13 lutego do Gdańska. W gdańskim porcie udało się rodzinie dostać na statek „Narvik”, którym dopłynęli do Świnoujścia, stamtąd dalej pociągiem do Magdeburga.
Rodzina osiedliła się w Heidenheim an der Brenz, tam Helmut poszedł do szkoły. Po zdaniu matury w 1958 studiował fizykę i matematykę na Uniwersytecie w Monachium i Freiburgu. Po dwóch latach pracy naukowej nad badaniem przestrzeni kosmicznej na Uniwersytecie we Freiburgu przeniósł się na Uniwersytet w Kolonii, gdzie zajął się badaniem kryształów. W 1970 roku uzyskał stopień doktora nauk technicznych. W 1975 uzyskał stopień doktora habilitowanego w dziedzinie krystalografii i fizyki kryształu. Został profesorem tytularnym Politechniki w Akwizgranie i Uniwersytetu w Bonn.
Jego zainteresowania badawcze obejmowały wzrost kryształów, charakterystykę defektów kryształów w zależności od warunków wzrostu oraz zastosowanie topografii rentgenowskiej do przemian fazowych i wiele innych zagadnień krystalografii i fizyki kryształów.